# Asirom
Asirom este o societate de asigurări din România, înființată în anul 1991.
În anul 2007, compania a fost preluată de Vienna Insurance Group, de la fostul proprietar, Interagro.